# Ouragan Eta
L’ouragan Eta ({\displaystyle \eta }) est le 29e système tropical, la 28e tempête tropicale, le 12e ouragan et le 6e ouragan majeur à se former durant la saison cyclonique 2020 dans l'océan Atlantique nord. Il a battu le 1er novembre le record de la 28e tempête nommée le plus hâtivement durant une saison atlantique par près de 2 mois, record qui était détenu jusque-là par la tempête tropicale Zeta de 2005 qui fut nommée un 30 décembre. Il permit aussi à la saison 2020 d'égaler le nombre de cyclones atteignant au moins le niveau de tempête tropicale (28), record tenu jusque-là par la saison 2005.
Eta provient d'une onde tropicale notée juste à l'est des petites Antilles le 29 octobre. Traversant dans la mer des Caraïbes, elle est devenue dépression tropicale le 31 octobre, tempête tropicale le 1er novembre et ouragan le 2. Eta se dirigea ensuite vers la côte du Nicaragua qu'il toucha à la catégorie 4 le 3 novembre. Poursuivant à l'intérieur des terres lentement, le système a traversé le Honduras, le Guatemala  et le Belize en faiblissant graduellement mais en donnant des quantités impressionnantes de pluie sur ces pays et ceux voisins en Amérique centrale.
Il est ressorti sur le golfe du Honduras et a repris le statut de tempête tropicale le 7 novembre à l'ouest des îles Caïmans. Le système a ensuite traversé le centre de Cuba le 8 novembre avant de tourner à nouveau et de passer sur le sud de la Floride puis d'errer au large de sa côte ouest dans le golfe du Mexique durant plusieurs jours, redevenant même brièvement un ouragan. Finalement, Eta toucha le nord de l'État le 12 novembre comme une tempête tropicale en perte de vitesse et ressortit sur l'Atlantique au large des Carolines. Encore une fois, il a donné des accumulations de pluie importantes le long de sa trajectoire.
À cause de ses effets, le nom Eta fut retiré par l'Organisation météorologique mondiale des listes futures de noms potentiels pour les cyclones tropicaux de l'Atlantique Nord. En fait, à sa réunion du printemps 2021, il fut décidé de ne plus utiliser des noms provenant des lettres grecques.

## Évolution météorologique

### Genèse

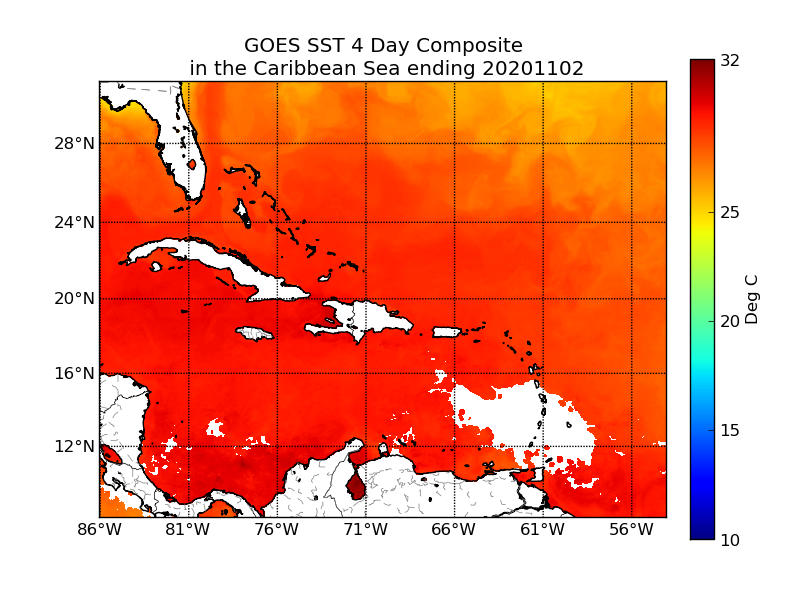
Température de la mer d'environ dans les Caraïbes.

Le matin du 29 octobre, le NHC a commencé à suivre une vaste zone orageuse associée à une onde tropicale juste à l'est des Petites Antilles. Celle-ci a ensuite pénétré sur les eaux très chaudes de la mer des Caraïbes et sa probabilité de devenir un système tropical a augmenté pour atteindre 80 % le lendemain soir. À 21 h UTC, le 31 octobre, une zone de basse pression s'est formée sous l'onde tropicale à 510 km au sud-est de Kingston (Jamaïque) et fut désignée comme la dépression tropicale Vingt-Neuf.
À 3 h UTC le 1er novembre, le NHC rehaussait le système à tempête tropicale Eta ({\displaystyle \eta }), soit le 28e cyclone à atteindre cette intensité durant la saison, égalant le record en ce domaine établi par la saison 2005 dans le bassin Atlantique et la première fois que ce nom était utilisé. Les gouvernements du Honduras et du Nicaragua ont émis une veille d'ouragan pour leur côte qui fut transformé en avertissement d'ouragan et d'onde de tempête, moins de 24 heures plus tard.

### Frappe de l'Amérique centrale
Le 2 novembre, Eta s'est mis à s'intensifier rapidement sur les eaux chaudes et grâce à un faible cisaillement des vents. À 9 h UTC, le NHC a rehaussé Eta en ouragan de catégorie 1 sur l'échelle de Saffir-Simpson alors qu'il se rapprochait des côtes du Nicaragua. À 15 h UTC, le NHC l'a rehaussé à la catégorie 2 à 185 km à l'est du cap Gracias a Dios après le rapport d'un avion de reconnaissance. L'imagerie satellite visible et infrarouge révélait une couverture nuageuse centrale dense très symétrique avec des sommets aux températures inférieures à −80 °C. Un petit œil a été vu dans l'imagerie micro-ondes et l'avion de reconnaissance a aussi signalé un œil de 12 milles marins (22 km) de diamètre lors de son deuxième passage à travers le centre.

Boucle d'images satellitaires d’Eta entrant au Nicaragua. Les bandes de pluie englobent une bonne partie de l'Amérique centrale et de la mer des Caraïbes.

À 18 h UTC, le NHC rehaussa à nouveau Eta qui atteignait désormais le statut d'ouragan majeur, alors qu'il était situé à 135 km à l'Est du cap. Selon les données satellitaires, il continuait de se renforcer rapidement alors que ses vents soutenus soufflaient déjà à 195 km/h avec des rafales plus élevées. Trois heures plus tard, l'ouragan a atteint la catégorie 4 avec des vents soutenus de 215 km/h, et encore un potentiel d'intensification, dans son déplacement lent vers la côte nicaraguayenne. La vitesse de déplacement était également en diminution permettant de tirer au maximum de la chaleur de la mer des Caraïbes et en soirée la pression centrale était descendue à 927 hPa.
L'intensité maximale a été atteinte durant la nuit du 2 au 3 novembre avec une pression minimale de 923 hPa et des vents de 240 km/h juste au large de Puerto Cabezas, Nicaragua. Par la suite, la friction avec la côte et le remplacement du mur de l'œil de l'ouragan ont mené à un léger affaiblissement. À 18 h UTC, le nouveau mur est entré sur la côte. Se déplaçant lentement, le centre de Eta a touché la côte vers 21 h UTC à 25 km au sud-sud-ouest de Puerto Cabezas encore à la catégorie 4 supérieure avec des vents soutenus estimés de 220 km/h.
En entrant dans les terres, Eta a perdu en intensité mais son déplacement d'environ 10 km/h vers l'ouest permit à la pluie torrentielle et aux vents de faire des dégâts étendus. Il fut reclassé tempête tropicale à 9 h UTC le 4 novembre à 140 km à l'ouest de Puerto Cabezas. Celle-ci a suivi la frontière honduro-nicaraguayenne le reste de la journée, puis est descendue à dépression tropicale à 0 h UTC le 5 novembre après être entrée au Honduras à 115 km à l'Est de Tegucigalpa. Par la suite, le système a graduellement incurvé sa trajectoire vers le nord.

### Deuxième vie
Son centre devenu très diffus, presque non tropical, est retourné en mer sur le golfe du Honduras vers 0 h UTC le 6 novembre. Une veille cyclonique fut émise en même temps pour les îles Caïmans. Durant la journée, la trajectoire s'est incurvée vers le nord-est et la veille fut transformée en avertissement pour les îles Caïmans alors que Cuba, le sud de la Floride et les Bahamas étaient à leur tour mis en veille. À 3 h UTC le 7, Eta était toujours une dépression tropicale mal organisée, selon le rapport d'un avion de reconnaissance, à 445 km à l'ouest sud-ouest des îles Caïmans. À 15 h UTC, Eta est redevenue une tempête tropicale à 70 km à l'ouest-nord-ouest de Grand Cayman.
Le 8 novembre, Eta a touché la côte caribéenne de Cuba à 145 km à l'ouest de Camaguey durant la nuit et est ressorti sur le détroit de Floride en fin de matinée près de Remedios,. Sa trajectoire a changé à nouveau, se dirigeant vers le nord-ouest. À 4 h UTC le 9, le radar météorologique montra qu’Eta avait touché Lower Matecumbe Key, dans l'est des Keys de Floride, avec des vents soutenus de 100 km/h. Elle a ensuite suivi la chaîne d'iles vers l'ouest puis est passée au large de la côte de Cuba et est devenu stationnaire à 100 km au nord-nord-ouest de l'extrême pointe ouest de cette dernière en mi-journée du 10 novembre.

Eta devenant post-tropical passant au sud des Carolines.

Le 11, Eta s'est mis à se déplacer vers le nord-nord-est en direction du nord de la Floride et des avertissements étaient donc actifs pour une bonne partie de la côte du golfe du Mexique de cet État. À la suite du rapport d'un avion de reconnaissance, le NHC reclassa le système en ouragan de catégorie 1 à 12 h 35, alors qu'il était à 210 km à l'ouest-sud-ouest de Fort Myers, avec des vents de 120 km/h. Ce fut cependant de courte durée alors qu'à 18 h UTC le NHC la reclassait tempête tropicale avec les données d'une autre mission.
À 9 h 20 UTC le 12, Eta toucha une seconde fois la Floride près de Cedar Key, alors que ses vents soutenus étaient de 85 km/h, et traversa le nord de l'État. Elle est ressortie sur l'Atlantique vers 18 h UTC près de Jacksonville en direction nord-nord-est à 24 km/h. À 9 h UTC le 13, le NHC a émis son dernier bulletin pour Eta car une zone frontale venant du continent l'avait rattrapé et le système était devenu un cyclone extratropical à 135 km au sud-est de Wilmington (Caroline du Nord). Accélérant vers le nord-est, cette dépression devait passer au large de la côte nord-est de l'Amérique du nord et être absorbé par un autre système au large de Terre-Neuve.

## Préparatifs
Au Nicaragua, le président Daniel Ortega a émis une alerte jaune pour les départements de Jinotega, Nueva Segovia et la région autonome de la Côte caraïbe nord le 31 octobre. Les résidents des communautés côtières ont été invités à évacuer vers des abris où 88 tonnes de nourriture, des sacs de couchage, des kits d'hygiène et autres effets ont été livrés à Puerto Cabezas selon la sécurité civile,. La marine nicaraguayenne a aidé à évacuer les familles des îles au large vers Puerto Cabezas alors que les résidents de la ville attendaient en longues files pour accéder aux distributeurs automatiques de billets de banque pour faire achats de biens nécessaires. Juste avant l'arrivée de la tempête, l'armée nicaraguayenne a déplacé des troupes à Puerto Cabezas pour aider aux efforts de recherche et de sauvetage. Plus de 10 000 personnes ont cherché refuge dans des abris à Puerto Cabezas et dans les villages environnants.
Au Honduras, une alerte rouge a été émise pour les départements honduriens de Gracias a Dios, Colón, Atlántida, Islas de la Bahía et Olancho, tandis qu'une alerte jaune a été déclarée pour Santa Bárbara, Francisco Morazán, Comayagua, El Paraíso, Yoro et Cortés. Une alerte verte pour une bonne partie du reste du pays,. L'armée de l'air hondurienne a préparé deux avions pour envoyer 8 000 kg de nourriture à la Côte des Mosquitos. La police nationale du Honduras a été chargée de diriger le trafic hors des routes fermées par les intempéries. Plus de 20 000 livres (9 072 kg) de nourriture ont été stockées dans les bureaux de gestion des risques et des contingences nationales à San Pedro Sula, avant la tempête. Afin de limiter les mouvements et de protéger les vies humaines, le gouvernement hondurien a annulé la fête nationale Morave.
Au Salvador, la Direction de la protection civile a évacué les résidents de Tecoluca (département de San Vicente) après avoir mis en place 1 152 abris à travers le pays. Les autorités ont également envisagé fermer temporairement l'aéroport international du Salvador. Le président Nayib Bukele a annoncé que plus de 100 000 fonctionnaires des institutions de secours, de la police et de l’armée étaient sur le pied d'alerte et a appelé à suivre les mesures préventives.
Au Costa Rica, l'Institut météorologique national prévoyait des précipitations généralisées avec les bandes extérieures d’Eta, principalement le long de la côte Pacifique. Les inondations ayant commencé pendant la nuit du 2 novembre, la Commission nationale d'urgence (NCE) a établi plusieurs abris pour les évacués. L'agence prévoyait de mettre en place trois types d'abris en raison de la pandémie de Covid-19 : pour les personnes infectées, pour les personnes suspectées d'être infectées et les autres. Des glissements de terrain étaient prévus dans de nombreuses régions en raison de la saturation des sols.
Au Panama, bien qu'étant loin de la trajectoire directe de l'ouragan, certains effets pourrait provoquer des perturbations au Panama. Les navires en mer ont été alertés de houle cyclonique dangereuse au large de la côte dans la mer des Caraïbes ainsi que des rafales de vent allant jusqu'à 60 km/h. Le ministère des travaux publics (MOP) a conseillé aux résidents de rester vigilants en cas d'inondations et de glissements de terrain. Les équipes routières du MPO ont été dépêchées pour s'assurer que les autoroutes restaient libres à la circulation.
Au Belize, un avertissement d'inondation a été émis pour tout le pays alors que l'Organisation nationale de gestion des urgences (NEMO) a exhorté les résidents à évacuer.
Une fois que les îles Caïmans ont été dans la mire de la dépression tropicale Eta, le Service météorologique national a émis un avis pour des pluies torrentielles, des inondations des vents forts et une mer très agitée. Les écoles gouvernementales furent fermées dans les îles le vendredi 6 novembre et les autorités ont enjoint la population à rester chex eux le plus possible.
À Cuba, la défense civile et les autorités locales ont évacué des milliers de personnes par crainte d’inondations dès la mise en alerte de tempête car les sols étaient déjà gorgés d’eau et les bassins de retenue pleins. Les Bahamas et la Floride furent mises en alerte cyclonique, rehaussée en avertissement d'ouragan pour la Floride.
Les autorités de la Floride ont conseillé aux résidents des maisons mobiles et autres structures vulnérables dans les keys d'évacuer avant l'arrivée d’Eta et un état d'urgence a été déclaré dans plusieurs comtés du sud de l'État. Dans le comté de Miami-Dade, l'accès à tous les ponts fut bloqué dès le 8 selon le maire à cause du mauvais temps. Des abris accueillant les animaux ont également été ouverts dans le comté de Monroe avant la tempête. Le 9 novembre, les écoles d'au moins cinq districts scolaires du sud de la Floride étaient fermées et certains services publics, dont les transports, étaient suspendus en raison de l'impact potentiel de la tempête Eta.

## Impact

### Bilan humain et matériel
| État       | Décès              | Disparus | Dommages ($US)                   | Réf.   |
| ---------- | ------------------ | -------- | -------------------------------- | ------ |
| Belize     | 0                  | 0        | N/D                              |        |
| Colombie   | 0                  | 0        | 777 000                          | [ 48 ] |
| Guatemala  | 53                 | 96       | 386 millions                     | [ 49 ] |
| Costa Rica | 2                  | 0        | 16,5 millions                    | ,      |
| Mexique    | 30                 | 0        | N/D                              | [ 52 ] |
| Nicaragua  | 2                  | 0        | >208,4 millions                  | ,      |
| Honduras   | 74                 | -        | >5 milliards                     | ,      |
| Panama     | 19                 | 12       | N/D                              | [ 57 ] |
| Salvador   | 1                  | -        | N/D                              | [ 58 ] |
| États-Unis | 12                 | -        | >1 milliard                      | ,      |
| Total      | 193                | 108      | {\displaystyle \geq 8} milliards | [ 1 ]  |
| Total      | 193 (108 disparus) |          | {\displaystyle \geq 8} milliards |        |

- Au Panama et au Costa Rica, les décès sont dus aux inondations et glissements de terrain causés par les pluies torrentielles près de la frontière des deux pays sur la façade pacifique[50] ;
- Au Guatemala, au 6 novembre, il était estimé qu'environ 150 personnes étaient mortes ou disparues lors du passage d'Eta, sans qu'un bilan plus précis n'ait pu être établi[62]. Vingt-cinq d'entre eux ont été recensés dans un glissement de terrain dans le village de Queja[63],[64]. Au 11 novembre, les morts étaient officiellement au nombre de 46 mais il manquait toujours au moins 96 personnes à l'appel[65]. Au 16 novembre, le total fut rehaussé à 53 morts et 96 disparus[49].
- Au Honduras, les décès sont principalement dus à des glissements de terrain et des noyades. Les morts sont entre autres une adolescente âgée de 13 ans morte dans l’effondrement de sa maison dans la ville d'El Carmen près de San Pedro Sula[39],[66], une fillette de 5 ans[67] et un adolescent de 15 ans à Sulaco qui s'est noyé en essayant de traverser une rivière gonflée par la pluie[68].
- Au Mexique, le Bureau de la coordination des affaires humanitaires de l'ONU rapporta le 20 novembre que le nombre total de décès dans des glissements de terrain et inondations était de 30[52]. Le pire incident s'est produit dans la communauté montagneuse de Chenalhó au Chiapas, où 10 personnes ont été emportées par un ruisseau gonflé par la pluie. Leurs corps ont été retrouvés plus tard en aval[69],[70] ;
- Au Nicaragua, deux hommes ont été tués dans une mine artisanale dans la localité de Bonanza selon la Croix-Rouge nicaraguayenne[39].
- Au Salvador, un pêcheur de 44 ans a été tué au large des côtes. Il était parti en mer malgré l'interdiction temporaire des activités de pêche dans la région[58].
- États-Unis: 
  - En Floride, un homme est mort à Bradenton Beach quand il s'est électrocuté dans sa maison inondée et un pompier a été blessé en tentant d'y accéder[59],[71]. Une estimation préliminaire des dégâts le 17 novembre se montait à plus d'un milliard $US[61] ;
  - En Caroline du Nord, au moins 11 personnes ont été tuées en raison des inondations dans les Carolines, dont un enfant, tandis que plus de 33 personnes ont été secourues dans un terrain de camping inondé[60].

Selon la société de réassurance Aon, les dommages causés par Eta ont été estimés à >1,1 milliard de dollars US aux États-Unis et >6,8 milliards de dollars US en Amérique centrale et au Mexique.

### Colombie
Eta est passé au nord de l'île de San Andrés, qui fait partie de l'archipel de San Andrés, Providencia et Santa Catalina de Colombie. Ses vents soutenus de 75 km/h ont abattu des arbres et endommagé les maisons, alors que la pluie a provoqué de graves inondations sur l'île. Les dommages dans l'archipel ont atteint 777 000 $US.

### Amérique centrale

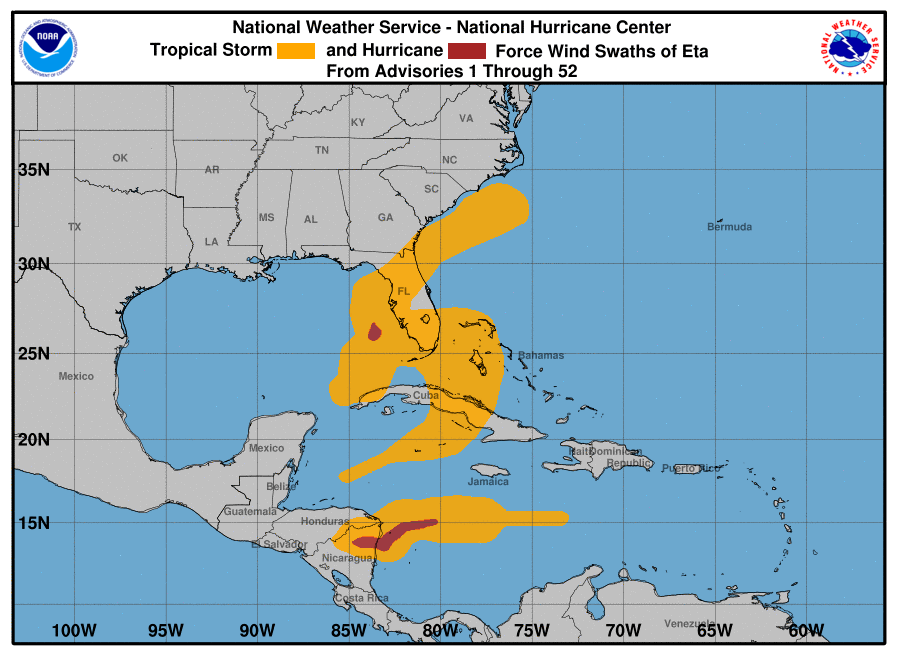
Corridor des vents de tempête tropicale (orange) et d'ouragan (rouge) le long de la trajectoire d’Eta

Certaines régions de l'est du Honduras et du Nicaragua ont reçu jusqu'à 1 000 mm de pluie avec Eta, en plus de vents extrêmes. Le reste de la région a également eu des quantités importantes. Ces pluies diluviennes dans un relief très montagneux ont fait déborder les cours d'eau et causé des glissements de terrain mortels. On estime à 2,5 millions le nombre de personnes directement touchées par la tempête, dont 1,7 million au Honduras.

#### Belize
Au 4 novembre, plusieurs communautés le long des rivières Macal et Mopan, ainsi que du fleuve Belize, étaient inondées.

#### Costa Rica et Panama
Les bandes externes de l'ouragan Eta ont apporté de fortes pluies dans certaines parties du Costa Rica. Les pluies les plus fortes se sont concentrées le long de la côte pacifique du pays, en particulier dans la province de Guanacaste. Plusieurs rapports d'inondations et de glissements de terrain furent envoyés dans tout le pays. Douze rivières ont vu leurs niveaux augmenter, ce qui a suscité des inquiétudes quant à de nouvelles inondations. Vingt-six personnes ont dû être évacuées dans les cantons de Corredores et Parrita. Il fut rapporté le 4 novembre que plus de 340 personnes ont dû être évacuées et une dizaine de routes étaient coupées par des coulées de boue. L'estimation préliminaire des dommages au 10 novembre s'élevait à 16,5 millions $US.
Au Panama, les forces de sécurité du Panama ont rapporté que 3 332 personnes avaient été touchés par des inondations et des glissements de terrain de l'ouragan Eta. On compta 20 sites touchés par les inondations, 23 sites par des glissements de terrain, 168 sites isolés et 29 abris furent activés. Pour les opérations de sauvetage, 1 746 personnes et 378 moyens de transport terrestre ont été déployés dans la province de Chiriquí et dans la comarque de Ngöbe-Buglé, tandis que dans la province de Bocas del Toro, 362 personnes ont été déployées.

#### Honduras
Les pluies diluviennes s’abattirent dès le 1er octobre sur les ports de La Ceiba et de Tela. Plus d’une centaine de personnes ont été évacuées après que les rivières en crue sortirent de leurs lits. À San Pedro Sula, 400 personnes durent être évacuées. Cinq ponts ont été emportés dans la région de Copán, à l'ouest du Honduras, laissant plus de 30 villes coupées selon le quotidien La Prensa,. À El Progresso, dans la même région, 700 détenus furent évacués de la prison inondée par une crue. La Commission permanente de contingence du Honduras a signalé le 5 novembre que 14 routes et 339 maisons avaient été détruites.
Les pertes économiques totales au Honduras furent estimées au 10 novembre à plus de 5 milliards $US,.

#### Guatemala
Le Guatemala fut aussi affecté par les fortes pluies près de la frontière du Honduras dès le 2 novembre. Un éboulement de rochers a coupé la route reliant le département d’Izabal, sur la côte Caraïbes, au département du Petén selon la police routière et des arbres sont tombés sur des routes dans l’est du pays. Le département de Huehuetenango montagneux dans le nord-ouest fut particulièrement touché par les pluies causant des glissements de terrain mortels, isolant aussi les villages. On note aussi des inondations dans les autres départements, comme le département de Zacapa où la ville de La Unión fut coupée du reste du pays. Le village de Queja près de San Cristóbal Verapaz dans le centre du pays a été particulièrement durement touché, avec un glissement de terrain enterrant 150 maisons. On estima qu'au moins 700 000 personnes ont été directement touchées par la tempête.
Le 11 novembre, le ministère des Affaires étrangères a demandé l'aide de tous les organismes internationaux présent au Guatemala et à l’étranger. Le parlement a aussi déclaré l’état d'urgence dans 10 des 22 départements du pays.
Les dommages aux infrastructures seulement dépassèrent 386 millions $US.

#### Mexique
Plus de 80 000 personnes ont été affectés dans les États mexicains de Chiapas et de Tabasco par les pluies diluviennes de l'ouragan Eta et un front froid. Dans les hautes terres du Chiapas, plus de 2 000 maisons ont été détruites. À San Cristóbal de Las Casas, de nombreux quartiers ont été endommagés par les inondations des rivières Amarillo et Fogótico. Une augmentation du débit de 1 500 m3 s−1 au barrage de Peñitas déclenché des plans d'évacuation. Dans l'État de Tabasco, plus de 10 rivières ont débordé de leurs rives.

#### Nicaragua
L'ouragan a frappé le nord du pays, une région minière pauvre qui est habitée par environ 100 000 personnes, majoritairement des indigènes. Les toits de tôle furent soufflés par les vents violents selon le chef miskito de la communauté de Prinzapolka sur la côte. Beaucoup d’arbres sont tombés et le réseau routier fut coupé en plusieurs endroits, selon le ministre nicaraguayen des Infrastructures. La rivière Wawa, entre Bilwi (Puerto Cabezas) et le reste du pays, débordait. Des quartiers de la périphérie de la ville furent inondés et des ponts se sont retrouvés sous l’eau, de nombreux toits de maisons ont été emportés. Le 5 novembre, la mer toujours démontée empêchait les secours de parvenir aux villages côtiers indigènes, comme Wawa, Karata et Hauouver, qui furent submergés par la mer et uniquement accessibles par la bateaux.
Le 1er décembre, la sécurité civile du Nicaragua a résumé les effets :
- Près de deux millions de personnes ont été affectées, principalement de la région autonome de la Côte caraïbe nord et dans le triangle minier de Nueva Segovia, Jinotega et Chinandega. Environ 71 145 personnes furent évacuées dont 47 297 hébergées dans 325 centres ;
- Les dégâts se sont concentrés sur les infrastructures sociales, les bouées en mer et la pêche artisanale avec 1 890 maisons détruites, 8 030 endommagées, 16 centres médicaux endommagées, dont une partie de l'hôpital régional Nuevo Amanecer à Bilwi, 45 écoles, la station de traitement d'eau potable à Bilwi, 66 ponts, 901 km de routes, des bâtiments publics, des stades, des centres sportifs, des parcs, le quai international de Puerto Cabezas ;
- Les pertes de courant ont affecté 49 273 foyers, 2 usines de transformation et 10 centres de collecte de coquillages ;
- Douze navires et 38 casiers de pêche artisanale, ainsi que 24,39 % du Système national d'aires protégées, le couvert forestier d'arbres forestiers et d'arbres fruitiers ont été endommagés.

Au 11 novembre, les dommages causés par Eta dépassaient les 178 millions $US. Selon le rapport de la sécurité civile du 1er décembre, le total atteignait 208,4 $US.

### Antilles
La tempête tropicale Eta frôla les îles Caïmans avec des vents soutenus de 95 km/h. Grand Cayman fut l'île la plus durement touchée mais les vagues, causant des inondations mineures sur les côtes, ainsi que les vents, abattant des arbres et causant des pannes de courant généralisées, ont été notées à travers tout l'archipel.
Selon les autorités cubaines, aucune victime ni dégâts importants dans les habitations n’ont été signalés lors du passage sur le centre de l'île le 8 novembre. Les fortes pluies sont cependant tombées dans les zones confrontées à des fleuves déjà en crue et dans les zones côtières des inondations ont forcé environ 25 000 personnes à évacuer.

### États-Unis

#### Floride
Au passage d’Eta le 9 novembre vers 4 h UTC dans les Keys, plusieurs stations ont signalé des rafales de 80 à 100 km/h. La compagnie Florida Power & Light a rapporté des dizaines de milliers de pannes d'électricité dans les Keys et le sud de la Floride ce matin-là, dont près de 20 000 dans le comté de Miami-Dade. Les fortes pluies donnant des accumulations de plus de 250 mm dans le sud de l'État, avec un maximum d'accumulation de 401 mm à Miramar, ont inondé les rues dans les comtés de Broward, du nord de Miami-Dade et de Monroe. Une personne a été emmenée à l'hôpital du sud de la Floride après avoir été sauvée des routes inondées. À Brickell, des pompes pour les eaux pluviales récemment installées ont aidé à éliminer les eaux de crue et de l'onde de tempête. Un des plus grands sites d'essai de Covid-19 de l'État, au Hard Rock Stadium de Miami a été inondé.
Au second passage d’Eta, lea 11 et 12 novembre, un voilier s'est logé partiellement sous le pont Matlacha, provoquant sa fermeture temporaire et coupant ainsi le transport vers de Pine Island. Dans la même région, deux autres bateaux ont coulé en raison des vagues associées à la tempête et un quai fut emporté. Les inondations dans le comté de Pinellas ont provoqué le sauvetage de 33 personnes dans des maisons et sur la route par le bureau du shérif et à Gulfport cinq voiliers se sont détachés et ont échoué contre une digue. De nombreux endroits furent inondés dans le centre et le nord de l'État le 12 novembre, le long de la trajectoire.

#### Carolines et Virginie
L'humidité d’Eta, combinée à un front froid se déplaçant à travers l'est des États-Unis, ont provoqué des précipitations extrêmement fortes à travers la Virginie et les Carolines. À Raleigh, plusieurs accidents de voiture se sont produits en raison de routes glissantes. Toutes les voies de l'Interstate 95 près de la ville ont été fermées en raison des inondations. Plus de 250 mm de pluie sont tombés dans certaines régions de Caroline du Nord et du Sud.  À Charlotte (Caroline du Nord), plus de 140 personnes ont été sauvées d'une école lorsque la crue a atteint les fenêtres du premier étage.

## Secours
Le Programme alimentaire mondial de l’ONU (PAM) fut mobilisé pour donner un soutien logistique (dépôts de vivres, générateurs, etc.) et en télécommunications (radios et des liaisons par satellite) pour plus d'un demi million de personnes sur le passage de l'ouragan. Les dégâts causés par l'ouragan Eta s'étendant sur toute l'Amérique centrale, la Fédération internationale des Sociétés de la Croix-Rouge et du Croissant-Rouge (FICR) a lancé une opération multi-pays. Elle a commencé des opérations de secours le 4 novembre au Nicaragua et s'est bientôt étendue aux nations voisines.
La FICR a envoyé un avion et deux camions transportant 98 tonnes de marchandises de secours du Panama au Honduras et au Nicaragua avant le 10 novembre. Plusieurs unités d'intervention d'urgence stationnées dans le monde devaient être envoyées dans les zones touchées. Un appel d'urgence de 22 millions de dollars ont été consentis pour compléter les activités locales de la Croix-Rouge au Guatemala, au Honduras et au Nicaragua. De nombreux organismes se sont coordonnés avec la Fédération internationale pour créer des abris et fournir des secours. Les Croix-Rouge américaines, suisses, norvégiennes, espagnoles, italiennes et allemandes étaient déjà positionnées pour aider toutes les opérations. Airbnb a préparé son partenariat Open Homes au Honduras et au Nicaragua, offrant aux résidents un logement gratuit
.
Les premiers secours au Nicaragua ont été entravés par d'importantes inondations et des pluies persistantes. La Croix-Rouge nicaraguayenne a coordonné la distribution de fournitures avec le gouvernement national. Au 8 novembre, il y avait 14 362 personnes dans des abris. Le Gouvernement nicaraguayen a fourni 88 tonnes de nourriture à la région autonome de la côte nord des Caraïbes, la région la plus durement touchée. Les Gouvernements japonais et espagnol se sont engagés à faire don d'articles de secours,.
Avec d'importants dégâts dans tout le pays, le secrétaire à l'infrastructure et aux services publics du Honduras et l'Institut pour le développement communautaire et l'eau et l'assainissement ont divisé les opérations de secours en trois zones. Le Gouvernement hondurien a alloué 2 millions de dollars et a officiellement lancé un appel à l'aide internationale le 5 novembre. Le 7 novembre, plus de 16 000 personnes avaient été secourues tandis que 65 912 restaient isolées dans 64 communautés. La FICR s'est déclarée préoccupée par une augmentation du syndrome de stress post-traumatique, semblable à ce qui s'est produit après l'ouragan Mitch en 1998. L'accès à l'eau potable a été considérablement perturbé en raison de la forte turbidité et des coupures de courant, bien que 60 % du service ait été rétabli le 7 novembre. Parmi les priorités du gouvernement du Nicaragua au 1er décembre, il y avait l'aide aux familles dans les abris et en situation d'insécurité alimentaire auquel un montant de 103,6 millions córdobas fut consacré. Les autres dépenses furent pour le logement (511,7 millions), l'éducation  et les écoles (212,9 millions), la santé  (148,6 millions) dont la réhabilitation des unités de sanitaire et de l'hôpital régional Nuevo Amanecer, le réseau routier et les ponts (224,7 millions) et la restauration du réseau électrique et d'eau potable (31,4 millions).
Avec l'aide de CONRED (Coordinadora Nacional para la Reducción de Desastres), le gouvernement du Guatemala a concentré ses efforts de secours dans les départements d'Izabal, Petén et Alta Verapaz. Le 7 novembre, Taïwan et les États-Unis ont collectivement fourni un financement de 320 000 $ US au Guatemala pour acheter de la nourriture et de l'eau.

## Statistiques
- Eta marque la première fois que la septième lettre de l'alphabet grec est utilisée comme nom d'une tempête tropicale atlantique[4] ;
- C'est la 28e tempête tropicale ou subtropicale la plus hâtivement enregistrée durant une saison des ouragans dans l'Atlantique Nord, dépassant l'ancienne marque du 30 décembre établie par la tempête tropicale Zeta en 2005[96] ;
- La formation d’Eta permet à la saison 2020 dans l'Atlantique Nord d'égaliser le record du plus grand nombre de cyclones à atteindre le seuil de tempête tropicale qui avait été établi par la saison 2005 (celle-ci comptait 27 tempêtes nommées et une tempête subtropicale sans nom)[4],[97] ;
- Lorsqu’Eta a touché terre dans les Keys de Floride, il devenait le 12e cyclone nommé à toucher les États-Unis en 2020, renversant le record établi par l'ouragan Zeta au début du mois, ce qui dépassait déjà le record détenu par la saison 1916[98],[99].

## Retrait du nom
En raison des effets désastreux d’Eta, il fut décidé lors de la réunion printanière de 2021 de l'OMM de retirer ce nom qui ne sera plus jamais utilisé pour un autre ouragan de l'Atlantique. En fait, à sa réunion du printemps 2021, il fut décidé de ne plus utiliser des noms provenant de l'alphabet grec, utilisation qui a créé certains problèmes antérieurement. En remplacement, il a été convenu de créer une liste complémentaire de noms par ordre alphabétique pour toutes les lettres de l'alphabet (à l'exclusion des lettres Q, U, X, Y et Z peu usités) pour le cas où la liste régulière d'une année serait dépassée.